# Caso preposicional
El caso preposicional (o caso postposicional) es un caso gramatical que va marcado mediante preposición o una postposición. Es decir, es el caso asignado por una preposición al sintagma nominal o a un sintagma determinante que le acompaña. El caso preposicional puede ir acompañado de una marca morfológica adicional en el núcleo del sintagma nominal o determinante (como suecede en latín o en las lenguas eslavas).
En algunas lenguas como el inglés o el francés no existe marca de caso morfológica adicional, sin embargo, en otras como el latín o el ruso el núcleo del sintagma nominal precedido de la preposición lleva una marca adicional. Por ejemplo en latín esta marca adicional es la de caso ablativo o la de caso acusativo, se dice en estos casos que la preposición requiere ablativo o acusativo (propiamente deberíamos decir que el caso preposicional se correaliza mediante marca de ablativo o acusativo).
En español, algunos pronombres personales tónicos tienen formas propias para el caso preposicional (mí, ti, sí, conmigo, contigo, consigo), mientras que otros coinciden con el nominativo-vocativo (vos, él, ella, ello, usted, nosotros, nosotras, vosotros, vosotras, ustedes). Existen, sin embargo, unas pocas preposiciones que requieren el caso nominativo, como entre y según (ej., entre tú y yo, según tú).
En un sentido más estricto se usa caso preposicional para referirse:
1. Al caso prepositivo (en ruso предложный падеж o predlózhniy padézh) de lenguas como el ruso o el polaco.
2. Al caso oblicuo o la marca específica que recibe un nombre cuando va acompañado de preposición en otras lenguas como por ejemplo el pashtu[1] o en hindi-urdu.[2]